# Městské divadlo Nový Bor
Městské divadlo Nový Bor je kamennou divadelní budovou v Arnultovicích, které jsou od roku 1942 součástí města Nový Bor. Bylo dostavěno 26. září roku 1926 a už 2. října téhož roku zpřístupněno veřejnosti.
Sloužilo dříve jako kino, od roku 1945 je budova postavená podle plánu drážďanského architekta Rudolfa Bitzana pouze divadlem. Působila zde profesionální scéna Oblastní divadlo v Novém Boru. Dnes je tento kulturní stánek řízen organizací Kultura Nový Bor s r.o., vystupují zde pohostinsky profesionální i ochotnické divadelní i hudební soubory a zpěváci. Od roku 2004 zde má domovskou scénu ochotnický divadelní spolek N.O.P.O.Ď. 